# San Joaquín 2.ª Sección
San Joaquín 2.ª Sección es una localidad del municipio de Balancán ubicado en la subregión de los Ríos del estado mexicano de Tabasco.

## Geografía
La localidad se ubica a 22.9 kilómetros (en dirección sudeste) de la localidad de Balancán de Domínguez, la cabecera y lugar más poblado del municipio. Se sitúa en las coordenadas geográficas 17°59′33″N 91°26′35″O / 17.992500, -91.443056, a una elevación de 37 metros sobre el nivel del mar.

## Demografía
Según el Conteo de Población y Vivienda 2020, efectuado por el Instituto Nacional de Estadística y Geografía, la localidad de San Joaquín 2.ª Sección tiene 54 habitantes, de los cuales 30 son del sexo masculino y 24 del sexo femenino. Su tasa de fecundidad es de 3.48 hijos por mujer y tiene 20 viviendas particulares habitadas.
| Gráfica de evolución demográfica de San Joaquín 2.ª Sección entre 2005 y 2020 |
|                                                                               |
| INEGI.                                                                        |